# Пашковский, Василий Герасимович
Василий Герасимович Пашковский — советский хозяйственный, государственный и политический деятель.

## Биография
Родился в 1898 году в Чигирине. Член КПСС с 1940 года.
С 1916 года — на хозяйственной, общественной и политической работе. В 1916—1966 гг. — техник Киевского округа путей сообщения, техник гидрофизического управления, помощник слесаря, конторщик паровозного депо ст. Знаменка Южной железной дороги, помощник коменданта г. Знаменка, руководитель лесных разработок управления Юго-Западной ж/д, техник Маргеланского водного окру-га Ферганской области Узбекской ССР, техник, старший техник Андижанского водного округа Узбекской ССР, производитель работ Кампыр-Раватского водного узла Узбекской ССР, старший
инженер Андижанского водного округа Узбекской ССР, инженер, старший инженер Центрального ирригационного управления, главный инженер Кара-Дарьинского ирригационного управления Узбекской ССР, инженер-инспектор, старший инженер Управления водного транспорта Наркомата земледелия Узбекской ССР, начальник управления, главный инженер Наркомата водного хозяйства Узбекской ССР, старший контролер, главный контролер
Наркомата госконтроля Узбекской ССР, заместитель наркома государственного контроля, заместитель министра государственного контроля Узбекской ССР по общим вопросам, заместитель заведующего сектором экономики сельского хозяйства Сельскохозяйственного отдела ЦК ВКП(б), заведующий сектором водного хозяйства и мелиорации сельскохозяйственного отдела ЦК ВКП(б), заведующий сектором водного хозяйства и мелиорации Сельскохозяйственного отдела ЦК КПСС по союзным республикам, инструктор Сельскохозяйственного отдела ЦК КПСС по Союзным республикам, инструктор Сельскохозяйственного отдела ЦК КПСС.
Умер в Москве в 1977 году.